# Hexatoma luteicostalis
Hexatoma luteicostalis är en tvåvingeart som beskrevs av Alexander 1933. Hexatoma luteicostalis ingår i släktet Hexatoma och familjen småharkrankar. Inga underarter finns listade i Catalogue of Life.